# Ischnochitonika japonica
Ischnochitonika japonica – gatunek widłonoga z rodziny Chitonophilidae. Nazwa naukowa tego gatunku skorupiaków została opublikowana w 1991 roku przez zespół biologów: Kazuya Nagasawa, Jose Bresciani i Jorgen Lutzen.